# 動画城
動画城（动画城）は、中国中央電視台少儿频道(CCTV-14、子供向けチャンネル)で1994年7月から放送されているテレビ番組。日本でも、CCTV大富としてスカパー!またはひかりTVで配信されている。また、番組の一部は公式サイトでも公開されている。
また、中国での本放送では、2003年にCCTV優秀番組一等賞(中央电视台优秀栏目一等奖)、2006年に、政府が発表する児童番組の最高賞である金童賞(金童奖)の優秀番組賞、アニメ映画『哪吒传奇(哪吒伝奇)』が一等賞を受賞するなど、テレビ視聴中の子供たちの三分の一が当番組を視聴していると言われるなど、人気を誇っている。
2011年からは、CCTV-1の番組名が動画城に変更するのを受けて、第一動画楽園(第一动画乐园)と改名した。

## 番組
- ハッピータイム（伢牙乐快乐时间）

　子供向け教養番組。おねえさん（小鹿姐姐、演 - 郟捷）・おにいさん（哆来咪、演 - 何子然）の司会と歯のマスコット(伢牙:ヤーヤー)と子供が参加してクイズに答える時間と、英語学習のアニメーションの時間（小百科）とがある。クイズは、主に科学的な内容が出される。
- 成長のアルバム（成长相册）

　宝宝（中国語で赤ちゃん）の成長を記録した番組。
- 大家都来找不同

### アニメーション
- ジャンケンポン（包子剪子锤）
- 囲碁少年（围棋少年）
- 少年狄仁傑（少年狄仁杰）
- 球泡森林
- 布布熊
- 小さな鯉の冒険記（小鲤鱼历险记）
- 雪の子（雪娃）
- 卓球旋風（乒乓旋风）
- 西遊記（西游记）
- アソボット戦記五九（猴王五九远征记）（2005年初期動画城放送、唯一の日本のアニメーション[1]）
- （寓言新一族）
- （月亮大马戏团）
- （开心小镇）
- （天上掉下个猪八戒）
- （哈皮父子）
- （幸福大街一号）
- 福娃と五つの輪（福娃五连环）
- （露露与猪猪）
- （千千问）
- （魔幻仙踪）
- （肥猫正传）
- （中华小子）
- （神兵小将）
- （哪吒传奇）
- （可可可心一家人）
- （马丁的早晨）
- （五子说）